# Глава клану
Близькість (англ. The Closer) — американський фільм 1990 року.

## Сюжет
Бізнесмен Честер Грант хоче піти на пенсію, але ніяк не може вирішити, кому довірити свою справу. Віпробовуючи своїх близьких і підлеглих, він тільки зараз розуміє, наскільки брудна і жорстока боротьба за владу.

## У ролях
- Денні Аєлло — Честер Грант
- Джеймс Карен — Нед Рендалл
- Кеннет Дауд — Палмер
- Барні Белсон — член правління
- Ральф Герей — член правління
- Арлен Андельсон — член правління
- Ісмаель Ци Ахмед — член правління
- Майкл Строка — член правління
- Денні Фрід — член правління
- Енджі Ечеваррія — член правління
- Дон Томас — член правління
- Пеггі Томас — член правління
- Майкл Колйар — Hustler
- Марк Марроне — Hustler Plant
- Рік Айелло — Біллі Грант
- Дайан Бейкер — Беатріс Грант
- Джастін Бейтмен — Джессіка Грант
- Тім Куілл — Чет Грант
- Гленна Сноу — дівчина
- Марта Бракомотес — Марта
- Джозеф Кортезе — Джон Морган
- Майкл Паре — Ларрі Фрід
- Ніколас Целоцці — Скіп
- Майкл Лернер — доктор Честера, в титрах не вказаний